# Gardenia epiphytica
Gardenia epiphytica är en måreväxtart som beskrevs av Jongkind. Gardenia epiphytica ingår i släktet Gardenia och familjen måreväxter. Inga underarter finns listade i Catalogue of Life.